# Anton Stadler
Pour les articles homonymes, voir Stadler.
Anton Paul Stadler (28 juin 1753 à Bruck an der Leitha - 15 juin 1812 à Vienne) était un joueur de cor de basset et un clarinettiste bohémien (autrichien), ainsi qu'un ami et camarade de fêtes de Mozart.
Il était réputé de son temps pour être un virtuose du cor de basset dont il maîtrisait notamment le registre grave, et Mozart composa pour lui plusieurs œuvres dont le Concerto pour clarinette en la majeur K622 (1791) et le Quintette pour clarinette et cordes en la majeur K581 (en réalité tous deux composés pour clarinette de basset, un instrument conçu par Anton Stadler et dont il devait être à l'époque le seul joueur).

## Biographie

### Début de la vie et carrière
Anton Stadler est né en 1753 dans une petite ville près de Vienne ; en 1756, sa famille a déménagé dans la ville où son frère Johann (1755 - 1804) est né . Même si tous deux sont devenus célèbres en tant que joueurs de clarinette et de cor de basset, le Journal des Luxus und der Moden a décrit Anton en 1801 comme « un grand artiste sur de nombreux instruments à vent », et dans une lettre à Ignatz von Beecke, demandant un poste dans l'orchestre de Wallerstein (6 novembre 1781), Anton lui-même écrit qu'ils « peuvent aussi jouer un peu de violon et de viole ». Dans la même lettre, il déclare que son frère et lui « pourraient compléter leurs compétences orchestrales par des duos, des concertos, des octuors à vent et des trios de cors de basset », ces derniers avec Raymund Griesbacher.
Le duo clarinette/cor de basset des deux frères Stadler était assez réputé à Vienne. 
Un concert donné le 21 mars 1773 au Kärntnertortheater, dont un programme a survécu, semble marquer la première apparition publique des deux frères à Vienne ; d'autres apparitions enregistrées comprennent un concert le 19 décembre 1775 et deux concerts (12 et 14 mars 1780) dans lesquels ils ont participé à un concerto pour cinq vents de Joseph Starzer. Pamela Poulin écrit : 

« Jusqu'en 1782, Anton et Johann occupent divers postes. Selon les livres de comptes ouverts de la cour impériale de 1779, ils étaient engagés par la cour sur la base d'un service. Un programme de concert du 12 mars identifie les frères comme étant au service du comte Carl de Palm. En octobre 1780, Anton est employé par l'ordre religieux des Piaristen de Maria Treu en tant que "musicien seigneurial". En 1781, Anton est au service du comte Dimitri Galizin. La même année, l'empereur Joseph II qualifie leurs services d'"indispensables". »

### Stadler et Mozart

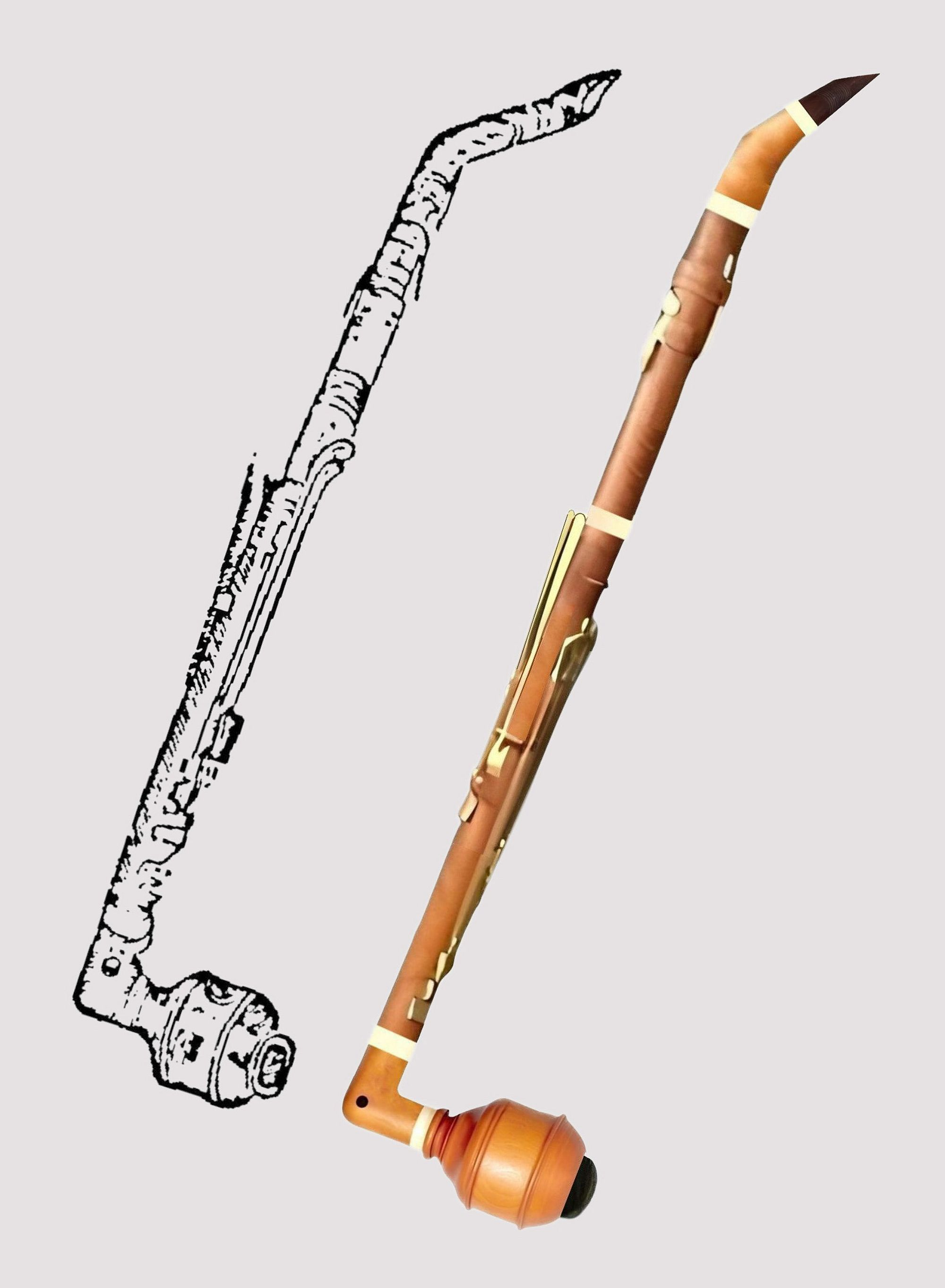
Esquisse de la clarinette de basset utilisée par Anton Stadler dès 1789 et une réplique.

La première rencontre de Mozart avec Stadler pourrait avoir eu lieu vers 1781, après son propre déménagement à Vienne. En octobre 1781, il écrivit à propos de la première représentation de la version pour sextuor de sa sérénade en mi bémol majeur KV 375 : « Les six messieurs qui l'ont exécutée sont de pauvres gueux qui, cependant, jouent assez bien ensemble, en particulier la première clarinette et les deux cors. » Le 8 février 1782, les Stadler sont invités à rejoindre l'orchestre de la cour impériale de Vienne, et l'année suivante, ils sont membres de l'Harmonie de l'empereur, dans laquelle Stadler joue de la deuxième clarinette. La préoccupation évidente de Stadler pour le registre du chalumeau est significative au vu de l'exploitation ultérieure par Mozart de son potentiel idiomatique.

La première preuve " documentée " de la relation entre Mozart et Stadler date d'un an ou deux plus tard. Le jeu du clarinettiste a suscité la réponse suivante dans les Litterarische Fragmente de Johann Friedrich Schink : 

« Mes remerciements à toi, brave virtuose ! Je n'ai jamais entendu ce que vous avez réussi à faire avec votre instrument. Jamais je n'aurais pensé qu'une clarinette puisse être capable d'imiter la voix humaine comme elle a été imitée par vous. En effet, votre instrument a une sonorité si douce et si agréable que personne ne peut y résister - et j'en ai un, cher virtuose ; permettez-moi de vous remercier. J'ai également entendu aujourd'hui de la musique pour instruments à vent de M. Mozart, en quatre mouvements, à savoir quatre cors, deux hautbois, deux bassons, deux clarinettes, deux cors de basset, une contrebasse, et à chaque instrument était assis un maître - oh, quel effet glorieux cela produisait - glorieux et grand, excellent et sublime !  »

Schink fait ici clairement référence à une exécution de la Sérénade pour treize instruments K. 361/370a dite Gran Partita, qui faisait probablement partie du concert de bienfaisance de Stadler au Théâtre de la Cour nationale annoncé dans le Wienerblättchen du 22 mars 1784 : « Herr Stadler senior, au service actuel de Sa Majesté l'Empereur, tiendra un concert musical à son propre bénéfice, au cours duquel sera donné, parmi d'autres morceaux bien choisis, un grand morceau pour instruments à vent d'un genre très spécial composé par Herr Mozart. » À peine plus d'une semaine après cette première exécution documentée, il y eut la première du Quintette pour piano K. 452 de Mozart le 1er avril, qui comprenait des parties pour le compositeur et le clarinettiste.
L'arrivée à Vienne des musiciens bohémiens Anton David et Vincent Springer s'est avérée un catalyseur important pour l'écriture du cor de basset de Mozart. Ils avaient déjà suscité une publicité considérable dès 1782, lorsque leur prestation à Ludwigslust « sur des instruments largement inconnus qu'ils appellent cors de basset » a été citée par C.F. Cramer l'année suivante. L'engouement de Mozart pour le cor de basset a véritablement commencé à la fin de l'année 1783, lorsqu'il a produit sur une période de deux ans treize œuvres pour cet instrument :
- les Notturni K. 436, 437, 438, 439 et 346/439a
- 25 pièces pour trois cors de basset K. 439b
- la Maurerische Trauermusik, musique funèbre maçonnique K. 477/479a.
- l'Adagio en si bémol K. 411/484a pour deux clarinettes et trois cors de basset
- l'Adagio en fa K. 410/484d pour deux cors de basset et basson.
- un fragment d'un Quintette en si bémol pour clavier, hautbois, clarinette, cor de basset et basson (K. 452a)
- un fragment d'un Allegro assai en si bémol pour deux clarinettes et trois cors de basset (K. 484b), peut-être lié à K. 411/484a
- un fragment d'un Adagio en fa pour clarinette et trois cors de basset (K. 484c), peut-être lié à K. 580a
- un fragment d'Allegro en fa (K. 484e), peut-être pour cor de basset.

Ce dernier date de la fin de l'année 1785. Cette activité remarquable est sans doute due à la disponibilité de quatre excellents clarinettistes et cornistes - les Stadler, David et Springer - qui, ensemble, ont dû inspirer la partition de la Sérénade K. 361/370a de Mozart, en plus d'œuvres plus rituelles comme l'Adagio K. 411/484a. En effet, le cor de basset fut associé au rituel maçonnique, pour lequel son caractère particulier convenait parfaitement, et Anton Stadler fut admis dans la loge Zum Palmbaum ("Le palmier") le 27 septembre 1785. Le 20 octobre de la même année, il se produisit avec Mozart lors d'un concert de bienfaisance (destiné à payer le voyage de David et Springer) organisé par les loges du Palmier et des Trois Aigles de l'ordre maçonnique viennois, et le 17 novembre, l'œuvre maçonnique la plus importante de Mozart, la Maurerische Trauermusik K. 477/479a, fut jouée lors d'une Loge des Douleurs pour la mort de deux frères, Georg August, duc de Mecklembourg-Strelitz, et Franz, comte Esterhazy de Galántha. Pour cette œuvre, Mozart a utilisé une collection extraordinaire et fortuite d'instruments de musique: la partie de clarinette était probablement destinée à Stadler et celle de contrebasson à Theodor Lotz. La partition initiale comprenait également un seul cor de basset, mais Mozart en ajouta deux autres, sans doute pour permettre la participation de David et de Springer. Stadler et Mozart se produisirent à nouveau lors d'un autre concert de bienfaisance pour la paire bohémienne, au Crowned Hope Lodge, le 15 décembre 1785, qui comprenait « Une Parthie [suite] composée par le Frère Stadler pour six instruments à vent, pour laquelle l'Honorable Frère Locz [sic] jouera le grand basson octave » ; la Partita de Stadler n'a pas été conservée. Il est significatif que Mozart n'ait plus rien écrit pour le cor de basset après ce concert jusqu'en 1788, date à laquelle il produisit un fragment de concerto pour piano (K. 537b) et la Canzonetta K. 549.
Le trio Kegelstatt K. 498 de Mozart a été écrit pour la pianiste Francesca von Jacquin le 5 août 1788 et a dû être joué pour la première fois dans la maison familiale, avec la participation de Stadler et du compositeur lui-même. Il reflète sans aucun doute les techniques et les idiomes favoris de chacun des interprètes, y compris la compétence de Stadler dans le registre du chalumeau, comme l'illustrent la figuration de l'accompagnement et les figures mélodiques incluant cette partie du compas.
L'opéra de Mozart La clemenza di Tito (K. 621) fut entendu pour la première fois à Prague le 6 septembre 1791. Bien que l'orchestre soit celui de l'Estates Theatre, Stadler s'est rendu à Prague avec Mozart, qui a inclus deux airs avec des solos importants pour lui : Parto, part de Sesto, qui comporte un grand solo de clarinette de basset, et Non più di fiori de Vitellia, qui comporte un solo de cor de basset tout aussi important.
La relation de Stadler avec Mozart est sujette à polémique. On ne sait pas encore si tous deux se connaissaient déjà avant l'entrée de Mozart chez les francs-maçons ou celle d'Anton à l'Orchestre de Vienne. Les deux rejoignirent la même loge maçonnique en même temps. On sait cependant que Constanze, la femme de Mozart, appréciait très peu Stadler car il avait tendance à entraîner son mari dans ses beuveries. De son côté, Mozart appréciait énormément le talent de Stadler et composait à son attention des œuvres qui prenaient en compte les particularités de sa clarinette de basset (appelée à l'époque Baß- Klarinet de Stadler). Mozart avait donné un surnom affectueux à Stadler : « Ribisel Gesicht » (en français : « face de groseille »). Les rumeurs selon lesquelles Stadler empruntait de grandes sommes d'argent à Mozart sans jamais les rendre, ou se faisait inviter à boire et à manger à ses dépens ou mettait en gage les pièces que Mozart lui avait écrites n'ont jamais pu vraiment être confirmées et proviennent principalement des correspondances de Constanze qui ne cachait pas son mépris pour ce qu'elle considérait être des excès de débauche. Dans une lettre de 1800, soit après la mort de Mozart, elle déclare par exemple à un éditeur qui voulait certains manuscrits de : « s'adresser au clarinettiste Stadler. Il possédait, entre autres, des copies de trios inédits pour cor de basset. Il affirme que la malle qui les contenait lui a été dérobée, mais je suis convaincue qu'il l'a mis en gage pour seulement soixante-treize ducats. »
Bien que l'éloquence de l'écriture de Mozart pour Stadler témoigne d'une relation musicale remarquable, les preuves de leur amitié personnelle restent fragmentaires. En tout cas, l'autre surnom que Mozart donnait au clarinettiste révèle un sens de l'humour partagé ; "Notschibinitschibi" est une combinaison de deux mots - "Notschibi" signifiant un pauvre fou ou un avare et "Nitschibi" un jeune homme plein de folies. Pourtant, beaucoup de preuves subsistent pour montrer que Stadler était au mieux irresponsable, et au pire, complice. La sœur de Constanze Mozart, Sophie Weber (épouse Haibel), a raconté à Georg Nikolaus von Nissen comment Stadler avait volé Mozart, et une lettre de Constanze à l'éditeur Johann André suggère qu'elle et d'autres n'avaient pas une haute opinion de lui. En outre, bien que Theodor Lotz ait fabriqué les clarinettes de basset de Stadler (voir chapitre ci-dessous), Stadler s'est plus tard attribué leur invention, profitant de la mort prématurée de Lotz en 1792, six mois seulement après celle de Mozart. Stadler n'a jamais payé pour les instruments, ni pour le concerto pour clarinette K. 622, qui, selon Nissen, aurait été commandé à Mozart. Il est navrant de voir à quel point Mozart a impliqué Stadler dans sa vie personnelle et ses finances, compte tenu du fait que le compositeur lui-même était souvent endetté .
En fin de compte, il ne fait aucun doute que le caractère de Stadler a touché une corde sensible chez Mozart, qui l'aimait beaucoup. Nous devons lui en être reconnaissants : L'amitié étroite de Mozart avec Stadler et Lotz a donné aux clarinettistes quelques-unes des musiques les plus sublimes que l'on puisse imaginer.

### La clarinette de basset de Theodor Lotz
Le programme d'un concert donné le 20 février 1788 témoigne d'une étape importante dans l'histoire de Stadler et de Mozart, annonçant l'arrivée d'une clarinette nouvellement modifiée (agrandie). Il annonce un concert au Hoftheater au cours duquel 

« Herr Stadler l'aîné, au service de sa majesté le Kaiser, jouera un concerto sur la Bass-Klarinet et une variation sur la Bass-Klarinet, un instrument d'une nouvelle invention et fabriqué par le facteur d'instruments de la cour Theodor Loz [sic] ; cet instrument a deux tons de plus que la clarinette normale. »

L'instrument de Stadler est aujourd'hui connu sous le nom de clarinette de basset, un terme inventé par Jiři Kratochvil pour refléter sa parenté avec le cor de basset et éviter la confusion avec la clarinette basse, dont la carrière orchestrale ne s'est développée qu'au cours du XIXe siècle. En ce qui concerne les variations annoncées dans le programme de Stadler de 1788, un certain nombre d'œuvres ont été identifiées jusqu'à présent, notamment des Variations sur différents thèmes favoris et dix variations sur "You must not take amiss with me". L'autre œuvre pour clarinette pourrait être une autre composition de Stadler, ou peut-être un concerto en si bémol majeur attribué à Joseph Michl.
Les « deux tons de plus que la clarinette normale [dont le registre se termine par un "mi" grave] » mentionnés dans le programme de concert ne peuvent cependant pas être interprétés sans ambiguïté. La clarinette de basset de Lotz doit être associée au fragment de quintette en si bémol K. 516c de Mozart, 93 mesures d'un mouvement qui, à l'époque, n'avait pas encore été joué. Les notes de basset n'apparaissent qu'à partir de la mesure 55, le ré apparaissant alors 7 fois, occasionnant une notation en clef de fa une octave en dessous de la hauteur, comme dans l'écriture pour cor de basset par Mozart. De même, la deuxième partie de clarinette de l'aria de Ferrando "Ah lo veggio " dans l'opéra Così fan tutte descend jusqu'au ré à sept reprises. Le fait que Mozart évite la tonique do a conduit certains auteurs à supposer que le ré et le mi bémol étaient les notes supplémentaires de l'instrument de Lotz, mais le parallèle évident avec le cor de basset rend le do et le ré beaucoup plus probables : Robert D. Levin a reconstruit la pièce K. 516c et pense que la partie manquante doit avoir contenu plusieurs exemples de do grave.
C'est pour cette clarinette modifiée que le Concerto pour clarinette K.622 et peut-être le Quintette avec clarinette K.581 ont été créés. Un concerto en ré majeur pour clarinette de basset a été écrit pour Stadler par Franz Xaver Süssmayr, dont il reste deux manuscrits incomplets. On pense aujourd'hui que les concertos pour clarinette de Joseph Leopold Eybler et de Leopold Kozeluch ont également été écrits pour Anton Stadler.
Anton Stadler aurait donc eu l'idée d'ajouter une extension à sa clarinette en la et à celle en si bémol, ce qui le mena à une collaboration avec le clarinettiste et facteur d'instruments à vent en bois Theodor Lotz. Le résultat fut la création de la clarinette de basset, aujourd'hui ne servant pratiquement plus que pour l'exécution du Concerto pour clarinette et du Quintette avec clarinette de Mozart dans leur version originale.

### Fin de vie et de carrière
Dans une lettre à Constanze datant d'octobre 1791, Mozart écrit qu'il a terminé le dernier mouvement de concerto pour clarinette K. 622 (« le rondo de Stadler »). Stadler a entamé ensuite une tournée de concerts avec cette pièce qui a duré environ quatre ans, au cours de laquelle il a visité au moins neuf villes et s'est produit plus d'une douzaine de fois :
- Prague, 16 octobre 1791
- Berlin, 31 janvier et 23 mars 1792
- Varsovie, 4 mai et 11 septembre 1792
- Vilnius, 1793
- Riga, 27 février 5 et 21 mars 1794
- Saint-Pétersbourg, 13 mai 1794
- Lübeck, 16 et 27 septembre 1794
- Hambourg, 29 novembre et 20 décembre 1794
- Hanovre, 12 septembre 1795

Profitant de son statut de musicien de la cour royale impériale de Vienne, il donnait vraisemblablement aussi des leçons. Les critiques sur le jeu de Stadler sont généralement flatteuses, comme les commentaires dans le Musikalisches Wochenblatt de Berlin de 1792, où il est décrit comme « brillant et accompli ; il a également acquis une précision qui montre sa confiance. »
En 1796, Stadler est retourné à Vienne, où il a repris son poste aux côtés de son frère, et a commencé à composer des œuvres pour cor de basset et clarinette, dont un certain nombre ont été publiées. En 1798, le compositeur viennois Joseph Leopold Eybler acheva un concerto pour clarinette, très probablement pour Anton Stadler. Il s'agit d'une belle œuvre en trois mouvements avec un orchestre complet comprenant l'Harmonie (y compris les clarinettes), les trompettes et les timbales, dans laquelle les sections tutti démontrent la fine technique de composition d'Eybler. Dans le manuscrit du concerto, deux versions de la partie soliste sont écrites sur des portées séparées : elles varient dans leurs exigences techniques et il semble qu'un musicien ait trouvé la ligne supérieure trop difficile (la plupart des passages se situent dans l'extrême aigu, jusqu'au la5) et ait persuadé le compositeur d'en faire une version simplifiée. 
Stadler est invité par un comte hongrois, Georg Festitics, à participer à l'organisation d'une école de musique à Keszthely, près du Plattensee. Le résultat, le "plan musical" de Stadler écrit en 1800, d'une cinquantaine de pages, représente une facette réfléchie et organisée de Stadler dont on n'aurait pas soupçonné l'existence (l'original est conservé à la Bibliothèque nationale hongroise de Budapest). Le document, basé sur une série de questions fournies par le comte, recommande une éducation rigoureuse, combinant l'interprétation, la théorie musicale et la composition avec l'enseignement d'un large éventail de matières. Parmi les priorités de Stadler figurent l'étude du violon, du chant et du piano (les élèves doivent également apprendre à accorder un piano), une "éducation générale" (sous peine de devenir une "demi-chose"), ainsi qu'une compréhension de la psychologie de l'interprétation. Il a également des mots sages sur la manière de se comporter dans la profession, suggérant aux instrumentistes « de ne pas étouffer les chanteurs, de ne pas retarder ou accélérer le tempo, de ne pas censurer publiquement l'erreur fortuite d'un autre, et de ne pas ridiculiser leurs collègues ». Une liste de répertoires et de textes théoriques se trouve à la fin du document, et mentionne une méthode à venir pour la clarinette, qui sera écrite par Stadler lui-même. Le Musick Plan sert à habiliter la réputation de Stadler, au moins partiellement.
Après sa tournée de quatre ans, il quitte sa femme pour une jeune couturière, Friederika Kabel, avec laquelle il restera jusqu'à la fin de sa vie. Il ne fait aucun doute qu'il dépense l'argent de manière irresponsable et qu'il continue à s'endetter. Il mourut d'émaciation et fut enterré le 17 juin 1812 dans le vieux cimetière catholique de Matzleinsdorf.

## Hommage
Le Quintette avec clarinette K. 581 de Mozart est également appelé Quintette Stadler.

## Œuvres
Méthodes et théorie
- Klarinett-Schule
- Musick Plan (1800; pour le comte Festetics sur l'organisation d'une école de musique)

Compositions
- Partitas pour 6 instruments à vent (1785)
- 18 Terzetten pour 3 cors de basset. Un enregistrement remarquable est celui du Trio di Bassetto (Jean-Claude Veilhan, Eric Lorho & Jean-Louis Gauch) sur des cors de basset d'époque en fa de L. Verjat (Paris) d'après A. Kirst (Potsdam) & Gilles Thomé (Paris) d'après R. Griesbacher (Vienne) ; K617 K617060 (1995).
- 3 caprices pour la clarinette seule (publié à Vienne vers 1808 et dédié au comte Johann Esterházy, maître de la Loge de l'Espérance couronnée et élève de Stadler à la clarinette)
- 3 fantaisies ou potpourris pour la clarinette seule (publié à Vienne vers 1809)
- Variations sur différents thèmes favorits pour la clarinette seule (publié à Vienne vers 1810)
- 6 Duettinos progressives pour 2 clarinettes (publié à Vienne vers 1808)
- 6 Duettinos concertantes pour 2 clarinettes (publié à Vienne)
- 12 ländlerische Tänze pour 2 clarinettes (perdu)
- 10 Variations über "Müsst ma nix in übel aufnehma" (Ne pas prendre mal les choses) pour clarinette (perdu)
- 2 Märsche pour ensemble de vent (perdu)
- 12 deutsche Tänze mit Trios pour ensemble de vent (perdu)
- 6 Duettinos pour 2 csákans (en) ou csákan & violon ( no 1  et 2 publiés à Vienne en 1808)
- 7 Variations pour csákan (publié à Vienne vers 1812)
- 9 Variations über "Müsst ma nix in übel aufnehma" pour csákan (perdu)
- 3 Caprices pour csákan ou double flûte (perdu)

## Galerie
« Concert Anzeige.

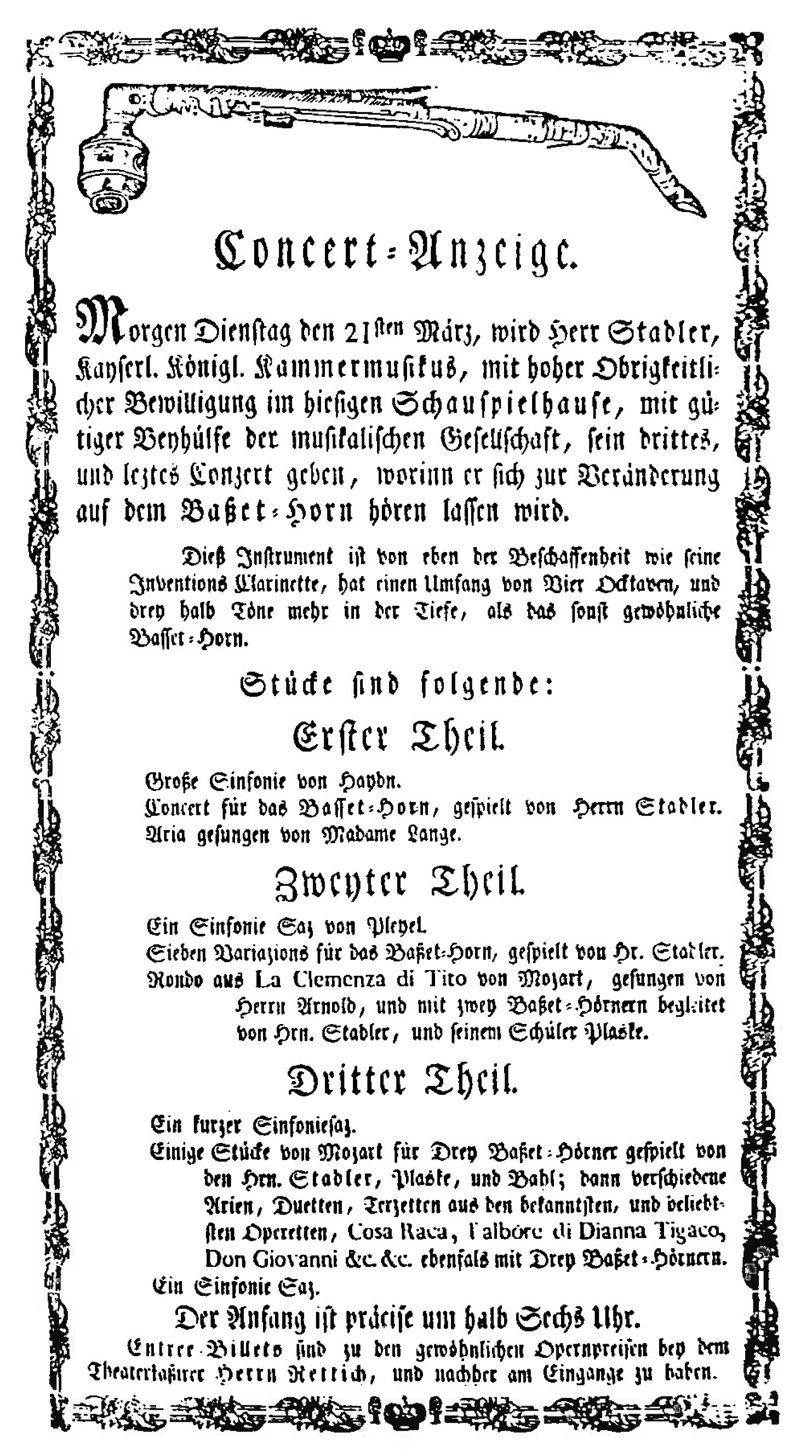
Programme de concert du 21 mars 1794 à Riga lors de la tournée d'Anton Stadler avec l'illustration de la clarinette de basset de Lotz.

Morgen Dienstag den 21sten März, wird Herr Stadler, Kayserl. Königl. Kammermusikus, mit hoher Obrigkeitlicher Bewilligung im hiesigen Schauspielhause, mit gütiger Beyhülfe der musikalischen Gesellschaft, sein drittes, und leztes Conzert geben, worinn er sich zur Veränderung auf dem Baßet Horn hören lassen wird.
Dieß Instrument ist von eben der Beschaffenheit wie seine Inventions Clarinette, hat einen Umfang von Vier Oktaven, und drei halb Töne mehr in der Tiefe, als das sonst gewöhnliche Basset-Horn.
Stücke sind folgende:
Erster Theil.
Große Sinfonie von Haydn. Concert für das Basset-Horn, gespielt von Herrn Stadler. Aria gesungen von Madame Lange.
Zweyter Theil
Ein Sinfonie Saz von Pleyel. Sieben Variazions für das Baßet-Horn, gespielt von Hr. Stadler. Rondo aus La Clemenza di Tito von Mozart, gesungen von Herrn Arnold, und mit zwey Baßet-Hörnern begleitet von Hrn. Stadler, und seinem Schüler Maske.
Dritter Theil.
Ein kurzer Sinfoniesaz.
Einige Stücke von Mozart für Drei Basset-Hörner gespielt von den Hrn. Stadler, Maske, und Bahl; dann verschiedene Arien, Duetten, Terzetten aus den bekanntsten, und beliebtsten Operetten, Cosa Raca, l'albore di Dianna Tigaco, Don Giovanni &c. &c. ebenfals mit Drey Basset-Hörnern.
Ein Sinfonie Saz.

Der Anfang ist präcise um halb Sechs Uhr. 
Entree Billets sind zu den gewöhnlichen Operapreisen bey dem Theaterkassirer Herrn Hettich, und nachher am Eingange zu haben. »
« Annonce de concert.
Demain, mardi 21 mars, Monsieur Stadler, musicien de chambre impérial et royal, avec la haute autorisation des autorités, donnera son troisième et dernier concert dans le théâtre locale, avec l'aide bienveillante de la société musicale, dans lequel il se fera entendre avec differents pièces sur le cor de basset.
Cet instrument est de la même nature que sa clarinette d'Invention, a une étendue de quatre octaves, et trois demi-tons de plus dans le grave que le cor de basset habituel.
Les pièces sont les suivantes :
Première partie.
Grande symphonie de Haydn. Concert pour cor de basset, joué par Monsieur Stadler. Aria chantée par Madame Lange.
Deuxième partie
Un mouvement d'une symphonie de Pleyel. Sept Variations pour le cor de basset, jouées par M. Stadler. Rondo de La Clemenza di Tito de Mozart, chanté par M. Arnold, et accompagné de deux cors de basset par M. Stadler, et son élève Maske.
Troisième partie.
Une courte mouvement symphonique. 
Quelques pièces de Mozart pour trois cors de basset jouées par MM. Stadler, Maske, et Bahl ; puis divers airs, duos, tercets tirés des opérettes les plus connues et les plus populaires, Cosa Raca, l'albore di Dianna Tigaco, Don Giovanni &c. &c. également avec trois cors de basset.
Une mouvement symphonique. 

Le début est précis à cinq heures et demie. Les billets d'entrée sont disponibles aux prix habituels de l'opéra chez M. Hettich, le caissier du théâtre, et après à l'entrée. »